# Cmentarz wojenny w Dratowie

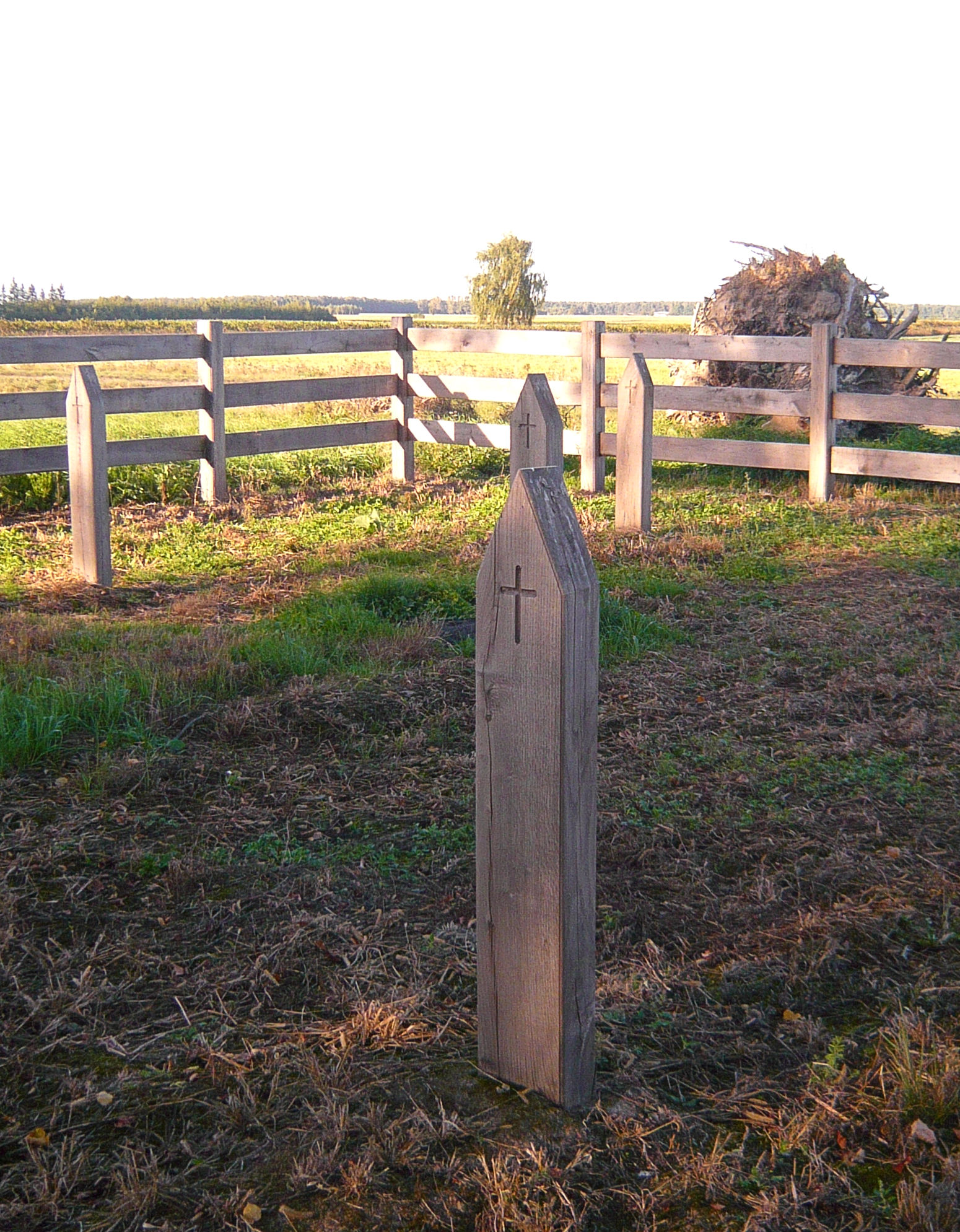
Przykładowy nagrobek z Dratowa

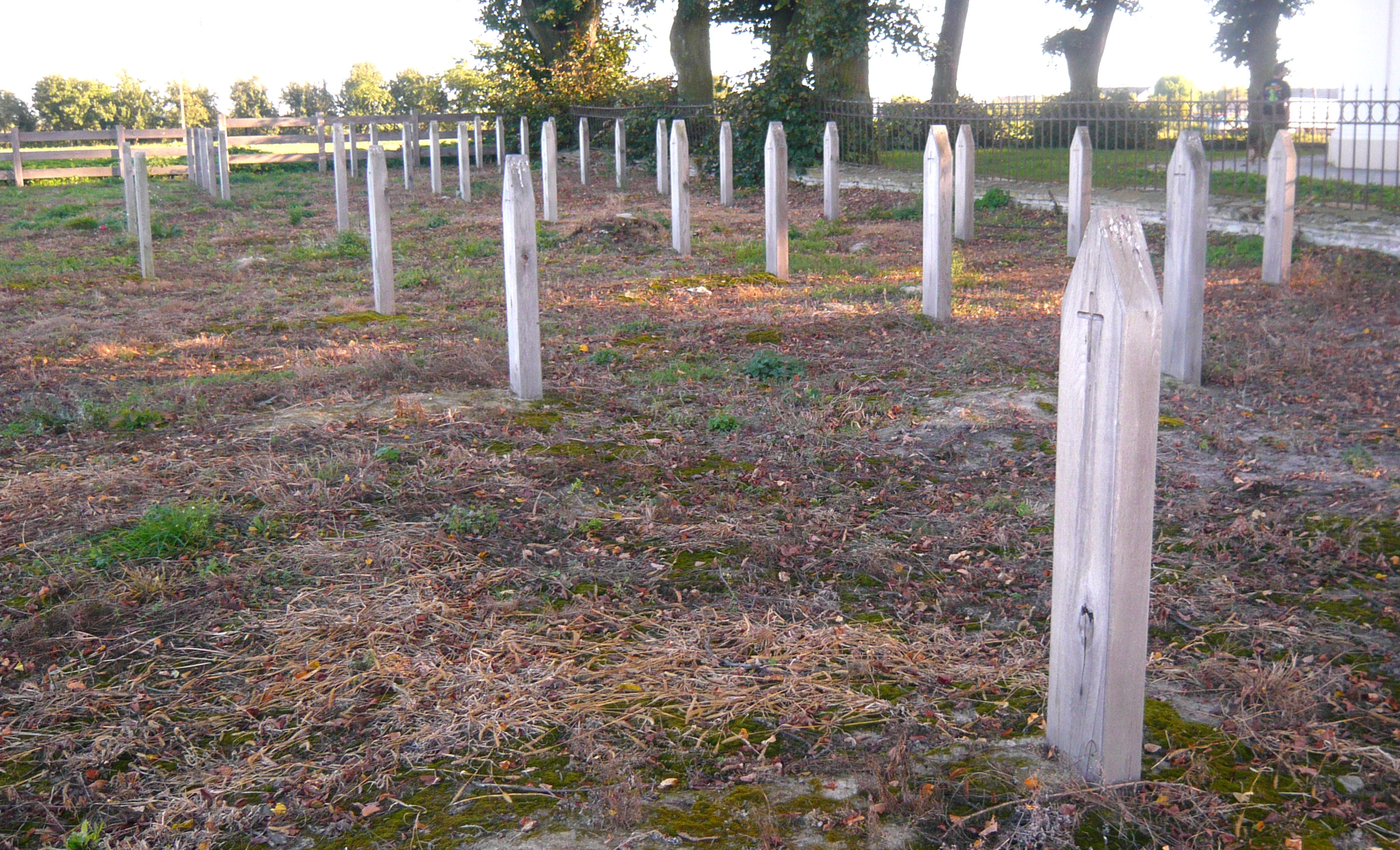
Widok ogólny cmentarza

Cmentarz wojenny w Dratowie – cmentarz z okresu I wojny światowej znajdujący się w powiecie łęczyńskim, w gminie Ludwin. 
Cmentarz został założony w sierpniu 1915, bezpośrednio za ogrodzeniem cerkwi św. Mikołaja Cudotwórcy na planie prostokąta 39 x 22 metry. W czasie walk w sierpniu cerkiew służyła jako szpital polowy. Na cmentarzu pochowano żołnierzy niemieckich i rosyjskich, którzy zmarli w szpitalu oraz polegli w czasie walk w dniach 7-20 sierpnia 1915.
Na cmentarzu pierwotnie pochowanych było 127 żołnierzy poległych:
- 99 żołnierzy niemieckich z jednostek 46 Pułk Piechoty im. Hrabiego Kirchbacha (1 Dolnośląski) oraz 58 Pułk Piechoty (3 Poznański)
- 28 żołnierzy armii carskiej

Według Mariusza Dąbrowskiego w latach 30. XX wieku na cmentarzu pochowano jeszcze 56 żołnierzy przeniesionych z cmentarza w Kijanach oraz 13 z dwóch mogił polnych z okolic Piaseczna.